# Дубинин, Анатолий Петрович
Анатолий Петрович Дубинин (26 февраля 1936 — 4 июля 2001) — советский хоккеист, нападающий. Мастер спорта СССР (1961).

## Биография
Воспитанник горьковского хоккея. За местное «Торпедо» в чемпионате СССР провёл 9 сезонов (1955/56, 1957/58 — 1964/65).
В ноябре 1962 года за демонстративный отказ играть на турнире на приз газеты «Советский спорт» был обвинен в грубом нарушении спортивной дисциплины, постановлением Президиума Центрального совета Союза спортивных обществ и организаций СССР лишен звания мастера спорта СССР, дисквалифицирован на один год.
Также выступал за «Прогресс» Глазов (1965/66) и «Динамо» Горький (1966/67 — 1968/69).
Затем работал водителем-испытателем на ГАЗе.